# Konversationsstück
Ein Konversationsstück, auch Gesellschaftsstück, ist eine Form der Komödie.

## Herkunft
Im Vordergrund eines Konversationsstückes steht der geistreiche, witzig-pointierte Dialog. Theaterstücke, die als Konversationsstücke gelten, entstanden vor allem in der zweiten Hälfte des 19. Jahrhunderts, seltener im 20. Jahrhundert in England und Frankreich. 
Der Literaturwissenschaftler Péter Szondi beschrieb den Begriff, indem er das Konversationsstück als „Rettungsversuch des Dramas durch die Rettung des Dialogs, der allerdings zur bloßen Konvention wird“ charakterisierte. Die Handlung, die in den höheren Gesellschaftskreisen spielt, wird durch von außen kommende Ereignisse vorangetrieben. Themen sind unter anderem das Frauenstimmrecht, die freie Liebe, die Mesalliance oder der Sozialismus.
Bedeutende Vertreter des Konversationsstückes sind in Frankreich Eugène Scribe, Victorien Sardou und Sacha Guitry, in Großbritannien Oscar Wilde, George Bernhard Shaw und Thomas Stearns Eliot. Im deutschsprachigen Raum fehlte für die Ausbildung typischer Konversationsstücke weitgehend der gesellschaftliche Hintergrund. Werke von Hermann Bahr und Arthur Schnitzler können dem Genre noch am ehesten zugerechnet werden. Hugo von Hofmannsthal schuf 1921 mit Der Schwierige eine Komödie, deren Akteure einerseits Meister der Konversation sind und wo andererseits die inhaltsleere Konversation selbst thematisiert wird.